# (5282) Yamatotakeru
(5282) Yamatotakeru (1988 VT) – planetoida z grupy pasa głównego asteroid okrążająca Słońce w ciągu 4,52 lat w średniej odległości 2,73 j.a. Odkryta 2 listopada 1988 roku.